# Fi (serie de televisión)
Fi es una serie web turca producida por Ay Yapım para la plataforma Puhu TV, y posteriormente transmitida en televisión por Show TV. Es una adaptación de la trilogía de libros Fi, Çi y Pi de la escritora turca Azra Kohen.

## Trama
Can Manay es un célebre psicólogo, aclamado por su experiencia en este campo. Es un hombre que rara vez se enamora, sin embargo, esto cambia después de su primer encuentro con una joven bailarina llamada Duru. Can está decidido a acercarse a la muchacha, llegando al punto de mudarse a la casa contigua a la de ella. Duru hasta el momento había vivido felizmente con Deniz, su novio músico, pero los juegos mentales de Can harán que ella comience a cuestionarse su relación.

## Reparto
- Ozan Güven como Can Manay / Umut Zafer.
- Serenay Sarıkaya como Duru Durulay.
- Mehmet Günsür como Deniz Sarızeybek.
- Berrak Tüzünataç como Özge Egeli.
- Büşra Develi como Bilge Görgün.
- Osman Sonant como Sadık Murat Kolhan.
- Tülay Günal como Eti Yönder.
- Emir Benderlioğlu como Ali.
- Müjgan Ferhan Şensoy como Zeynep.
- Canberk Gültekin como Doğru Görgün.
- Nihal Menzil como Gülay Güzelce.
- Hakan Atalay como Kaya.
- Efecan Şenolsun como Murat Yılmaz.
- Enes Atış como Furkan.
- Tuğçe Baltalı como Melis.
- Merve Çağıran como Ceren.
- Armağan Oğuz como Göksel.
- Hivda Zizan Alp como Ada.
- Özge Özpirinçci como Sıla.
- Nesrin Cavadzade como Alara.
- Ece Dizdar como Nazlı.
- Nurcan Eren
- Teoman Kumbaracıbaşı como Tayfun.
- Nehir Erdoğan como Nilay.
- Yasemin Allen como Ece.
- Nur Fettahoğlu como Billur.

## Temporadas
| Temporada | Temporada | Episodios | Rango de episodios | Emisión original       | Emisión original    |
| Temporada | Temporada | Episodios | Rango de episodios | Inicio                 | Final               |
| --------- | --------- | --------- | ------------------ | ---------------------- | ------------------- |
|           | 1 Fi      | 12        | 1 - 12             | 31 de marzo de 2017    | 16 de junio de 2017 |
|           | 2 Çi - Pi | 10        | 13 - 22            | 9 de noviembre de 2017 | 9 de marzo de 2018  |

## Recepción
Con sus dos temporadas lograron records de visualizaciones en la plataforma de PuhuTv alcanzando más de 100 millones sólo en Turquía. Fue un hito en la televisión de ese país por ser la primera serie digital turca que se emitió. 
Está altamente calificada en el sitio de IMDb.

## Premios y nominaciones
| Año  | Premios                                      | Categoría                 | Nominado(a)                   | Resultado | Ref. |
| ---- | -------------------------------------------- | ------------------------- | ----------------------------- | --------- | ---- |
| 2019 | Premios MedyaTablet                          | Mejor Serie Web           | Fi                            | Nominada  |      |
| 2019 | Premios MedyaTablet                          | Mejor Actriz de Serie Web | Serenay Sarıkaya              | Ganadora  |      |
| 2019 | Premios MedyaTablet                          | Mejor Actor de Serie Web  | Ozan Güven                    | Nominado  |      |
| 2018 | Premios de Medios y Arte del portal Magazinn | Mejor Serie Digital       | Fi                            | Nominada  |      |
| 2018 | Premios de Medios y Arte del portal Magazinn | Mejor Actriz              | Serenay Sarıkaya              | Nominada  |      |
| 2018 | Premios de Medios y Arte del portal Magazinn | Mejor Dupla               | Serenay Sarıkaya & Ozan Güven | Nominados |      |
| 2018 | Golden Butterfly Awards                      | Mejor Serie Web           | Fi                            | Ganadora  |      |
| 2018 | Altin Objektif Ödülleri                      | Mejor Serie Digital       | Fi                            | Ganadora  |      |
| 2018 | Muzik Onair Ödülleri                         | Mejor Serie de Internet   | Fi                            | Ganadora  |      |
| 2018 | Premios de la Universidad de Galatasaray     | Mejor Serie               | Fi                            | Ganadora  |      |
| 2018 | Premios de la Universidad de Galatasaray     | Mejor actriz              | Serenay Sarıkaya              | Ganadora  |      |
| 2018 | Premios de la Universidad de Galatasaray     | Mejor actor               | Ozan Güven                    | Ganadora  |      |
| 2018 | Yilinyil Dizlari Ödülleri                    | Mejor actriz              | Serenay Sarıkaya              | Ganadora  |      |
| 2017 | Ayaklı Gazete Ödülleri                       | Mejor actriz              | Serenay Sarıkaya              | Ganadora  |      |
| 2017 | C21 International Drama Awards               | Mejor Serie Digital       | Fi                            | Nominada  |      |
| 2017 | Golden Butterfly Awards                      | Mejor actriz              | Serenay Sarıkaya              | Nominada  |      |